# Cessna 404 Titan
Cessna Model 404 Titan (vojaška oznaka C-28, švedska oznaka TP 87) je dvomotorno batnognano propelersko letalo, ki ga je razvila ameriška Cessna Aircraft v 1970-ih. Ob času razvoja je bil največje dvomotorno Cessnino letalo z batnimi motorji. 
Uporablja se kot poslovno letalo, za prevoz tovora in tudi v vojski. 

## Verzije
- Titan Ambassador - osnovna 10-sedežna verzija
- Titan Ambassador II
- Titan Ambassador III
- Titan Courier
- Titan Courier II
- Titan Freighter - tovorna verzija
- Titan Freighter II - tovorna verzija
- C-28A Titan - oznaka Ameriške mornarice.[2]

## Specifikacije (Ambassador)
Splošne karakteristike
- Posadka: 2
- Število sedežev: 10
- Dolžina: 39 ft 6¼ in (12,04 m)
- Razpon kril: 46 ft 4 in (14,12 m)
- Višina: 13 ft 3 in (4,04 m)
- Površina kril: 242 ft² (22,48 m²)
- Teža praznega letala: 4834 lb (2192 kg)
- Maks. vzletna teža: 8400 lb (3810 kg)
- Pogon letala: 2 ×  6-valjni turbopolnjeni bencinski batni motor Continental Motors GTSIO-520-M, 375 KM (280 kW)  vsak

 Zmogljivost 
- Maks. hitrost: 267 mph (430 km/h)
- Potovalna hitrost: 188 mph (303 km/h)
- Doseg: 2119 milj (3410 km)
- Višina leta: 26000 ft (7925 m)